# Bruno Spitzl
Bruno Spitzl (Fiume, 5 agosto 1918 – Milano, 11 aprile 1942) è stato un aviatore e militare italiano, pilota delle specialità caccia, partecipò alla Seconda Guerra Mondiale dove si distinse particolarmente in Africa Settentrionale Italiana, operando sempre in seno alla 96ª Squadriglia, 9º Gruppo, del 4º Stormo.

## Biografia
Nacque a Fiume il 5 agosto 1918 e si arruolò giovanissimo nella Regia Aeronautica conseguendo a diciannove anni il brevetto di pilota militare. Con il grado di sergente fu assegnato alla 96ª Squadriglia, 9º Gruppo, 4º Stormo Caccia Terrestre, dotata dei caccia biplani Fiat CR.42 Falco. All'entrata in guerra del Regno d'Italia il suo reparto operò su Malta partendo dagli aeroporti della Sicilia. Il 9º Gruppo, al comando del maggiore Ernesto Botto, detto "Gamba di Ferro", fu subito trasferito in Africa Settentrionale, entrando in azione. La sua squadriglia fu pesantemente impegnata in un ciclo di operazioni belliche, e per il coraggio dimostrato venne insignito della Medaglia d'argento al valor militare. Il 16 dicembre, a pochi giorni dal rientro in Italia del reparto, rimase coinvolto in un bombardamento nemico sulla base di Ain el-Gazala mentre si trovava a bordo di un trimotore da trasporto Caproni Ca.133, riportando varie ferite ed ustioni. Rientrato in Italia trascorse un lungo periodo di convalescenza prima di riprendere servizio attivo presso il 9º Gruppo che si trovava a Gorizia per il riequipaggiamento sui monoplani Aermacchi C.200 Saetta. Dopo aver operato per breve tempo nel teatro operativo jugoslavo, il 9º Gruppo iniziò il riequipaggiamento con i nuovi caccia Aermacchi C.202 Folgore, e proprio su questi velivoli rientro in servizio  promosso al grado di sergente maggiore.
Così equipaggiato il 9º gruppo fu rischierato sull'aeroporto di Comiso (Ragusa) per un nuovo ciclo di operazioni contro l'isola di Malta. Il 4 ottobre 1941 rimase coinvolto in un atterraggio fuori campo a carrello retratto nei pressi di Siracusa, da cui uscì incolume. Il 22 novembre, nel corso di una missione di caccia libera su Malta impegnò in combattimento un Hawker Hurricane del No.249 Squadron che gli fu assegnato come "probabile vittoria". Il 26 novembre la 96ª Squadriglia venne inviata urgentemente in Libia, sull'aeroporto di Martuba, per contrastare l'Operazione Compass lanciata dalle truppe inglesi. Nel corso delle operazioni il 1º dicembre reclamò l'abbattimento di un caccia Curtiss P-40 Tomahawk, e l'8 dello stesso mese una nuova vittoria contro un P-40 Tomahawk della Royal Air Force sul tratto di cielo di Ain el Gazala-Trigh Capuzzo. Sopravvissuto fortunosamente a un bombardamento aereo che aveva decimato i velivoli del 9º Gruppo  egli, insieme a ciò che rimaneva del reparto, rientrò in Patria poco tempo dopo. Per le azioni compiute nel corso delle operazioni in Libia gli fu concessa la Medaglia di bronzo al valor militare.
I reparti del 4º Stormo furono concentrati sull'aeroporto di Udine-Campoformido, con il 10º Gruppo in fase di riequipaggiamento sui C.202 Folgore, mentre il 9° rimase in attesa delle consegna di nuovi aerei da parte della Breda che li stava realizzando presso lo stabilimento di Bresso. I piloti del reparto si recavano regolarmente a Bresso per prelevare i nuovi aerei e portarli a Udine-Campoformido, sfruttando il volo di trasferimento per collaudarli. L'11 marzo 1942 egli decollò da Bresso a bordo di un C.202 per trasferirlo a Udine-Campoformido. Pochi minuti dopo il decollo l'aereo ebbe un guasto meccanico mentre sorvolava la città di Milano. Nonostante il tentativo del pilota di invertire la rotta e rientrare a Bresso l'aereo precipitò in Via Padova, dopo aver urtato un edificio, causando il ferimento di due passanti. A causa delle gravissime ferite e delle ustioni riportate, il pilota decedette l'11 aprile presso l'Ospedale Maggiore di Niguarda.

### Annotazioni
1. ↑  Che gli fu assegnato come "probabile".
2. ↑  Vittoria assegnatagli come "sicura".
3. ↑  Il 17 dicembre un bombardamento aereo nemico contro l'aeroporto di Barce danneggiò gravemente 8 aerei, tra cui il Caproni Ca.133 di collegamento, uccidendo il tenente pilota Giuseppe Deanna e tre specialisti e ferendone molti altri.
4. ↑  Si trattava dell'esemplare MM 7931.
5. ↑  Una strada che collega Piazzale Loreto a Crescenzago.

### Fonti
1. 1 2 3 4 5 6 7  Massimello 2006, p. 42.
2. 1 2 3 4 5 6 7  Massimello 2006, p. 43.
3. 1 2 3  Cattaneo 2006, p. 37.
4. ↑  Apostolo, Cattaneo, Massimello 2006, p. 13.
5. 1 2 3 4  Apostolo, Cattaneo, Massimello 2006, p. 19.
6. 1 2 3 4 5  Massimello 2006, p. 44.
7. ↑  Apostolo, Cattaneo, Massimello 2006, p. 20.
8. 1 2  Massimello 2006, p. 41.